# Плъстина
Плъстина е село в Североизточна България. То се намира в община Омуртаг, област Търговище.

## История
По времето на османската власт селото е известно с името „Мутафлар“. Населението е изселническо от Централна Анадола от областта Кония. Селото първо било в местността `казан кьопру`(котелски мост). Мостът бе направен с цел преминаване на могъщата Османската империя от тогавашна пълноводна река и достигане до област Котел. Поради заразната и смъртоносна болест, която е обхващала големи групи от хора в целия свят чума селото се изселило в по-горните части на реката покрай гората, където са намерили извор с питейна вода и са го направили на чешма. Чешмата била центъра на така нареченото село „Мутафлар“, а тя се казва „Коджа Чешме“ в превод на български „Голяма чешма“. Чешмата и до ден днешен се използва от местното население. Тя е най-пълноводната чешма в окръг от 15км. Там хората са достигнали до изобилие от храна и подходящи места и материали за построяването на традиционните селски къщи от кирпич. По средата на селото минават две реки, от които едната е пълноводна. След дълги години  местните са започнали да се занимават със земеделие, с което селото се е сдобило с престижен авторитет из целия регион. Местното население на селото живеят в мир и покой и са много дружелюбни. Въпреки че някои части на селото са известни с враждебните си отношения един към друг, именно затова една от главните улици е наречена „Виетнам махла“. Селото е последното за областта Търговище. 

## Религии
Населението е от турско етническо малцинство и българи мюсюлмани (преселници от Западните Родопи). Хората в селото си живеят в разбирателство, дружелюбно, без никакви признаци на етническа нетърпимост и агресия.

## Футболен стадион
Аматьорският футболен стадион „Плъстина арена“ се намира край гробището в Карши махла. Направено е с общите усилия на младото и амбициозно население.